# Jan Nagrabiecki

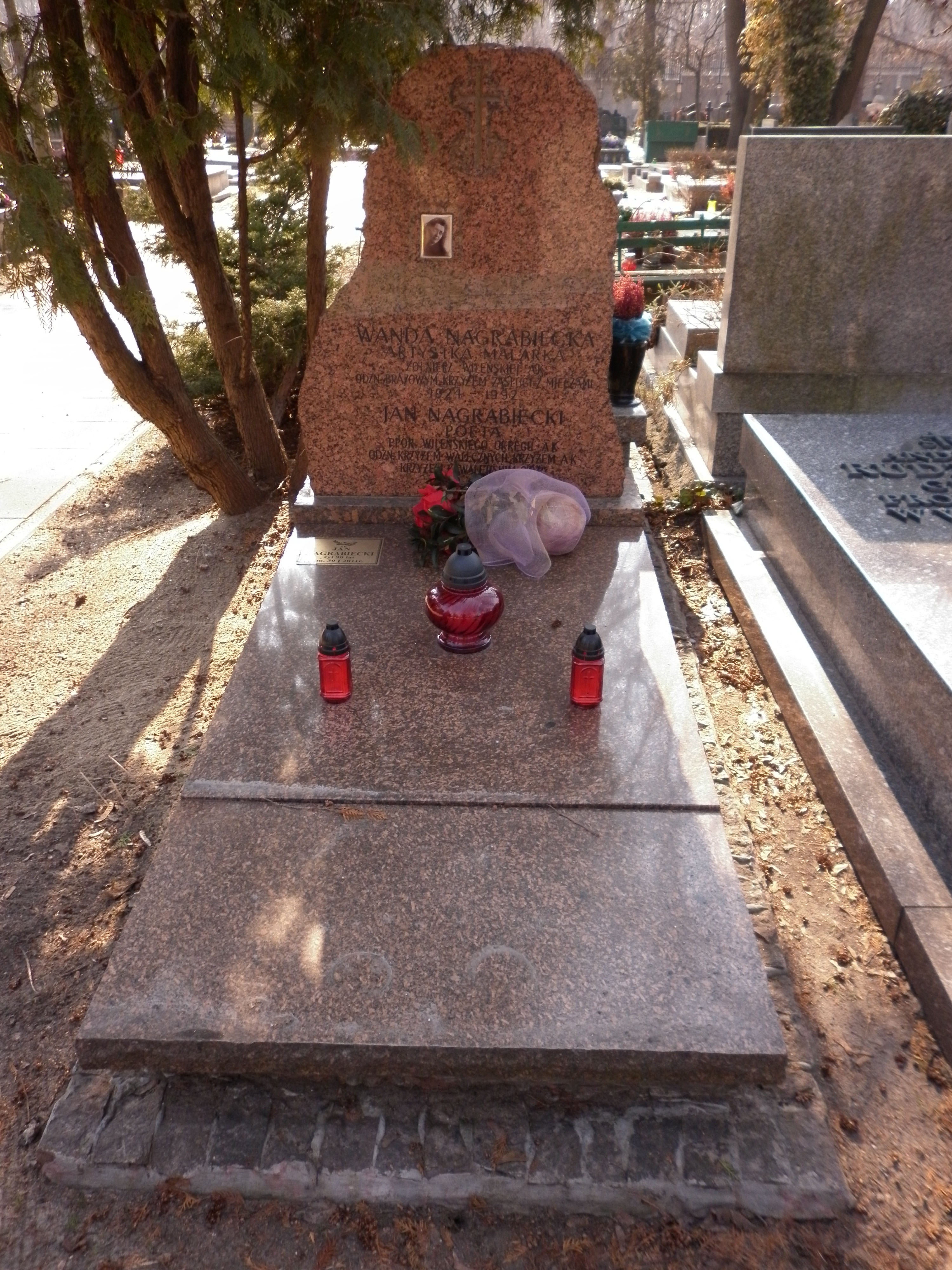
Grób Jana Nagrabieckiego na cmentarzu Wojskowym na Powązkach w Warszawie

Jan Nagrabiecki (ur. 28 listopada 1920 w Białymstoku, zm. 30 stycznia 2011 w Warszawie) – polski poeta. 

## Życiorys
Syn Stanisława. Żołnierz AK ps. „Wandal”. Debiutował w 1945 roku na łamach prasy. Absolwent KUL-u. Pracował w Ministerstwie Kultury i Sztuki, w latach 1964–1966 był naczelnym redaktorem pisma „Teatr Ludowy”. 
Zmarł 30 stycznia 2011 w Warszawie, pochowany 9 lutego 2011 na cmentarzu Wojskowym na Powązkach (kwatera B37-1-23).

## Twórczość
- „Hejnał” (1947) – poezje
- „Rozważania wiosenne” (1952) – poezje
- „Strofy wiślane 1945–1956" (1957) – poezje
- „Gasnące linie” (1965) – poezje
- „Piąte imię wiatru” (1970) – poezje
- „Rozmowy horyzontów” (1972) – dwa poematy
- „Kamienne salta” (1974) – poezje
- „Chmura słoneczna” (1979) – poezje
- „Drzwi do ogrodu” (1986) – poezje
- „Anna German” (1988) – biografia
- „Idąc na hasło. Zapiski partyzanta” (1989)

## Ordery i odznaczenia
- Srebrny Krzyż Zasługi (11 lipca 1955)[2]